# Piacenza megye
Piacenza megye (olaszul: Provincia di Piacenza, emilián nyelven: Pruvincia d' Piaṡëinsa) Olaszország Emilia-Romagna régiójának egyik megyéje. Székhelye Piacenza.

## Fekvése
Piacenza megye Pavia, Lodi, Cremona, Parma, Metropolitan City of Genoa és Alessandria megyékkel határos.

## Községek(comuni)
- Agazzano
- Alseno
- Besenzone
- Bettola
- Bobbio
- Borgonovo Val Tidone
- Cadeo
- Calendasco
- Caminata
- Caorso
- Carpaneto Piacentino
- Castel San Giovanni
- Castell’Arquato
- Castelvetro Piacentino
- Cerignale
- Coli
- Corte Brugnatella
- Cortemaggiore
- Farini
- Ferriere
- Fiorenzuola d’Arda
- Gazzola
- Gossolengo
- Gragnano Trebbiense
- Gropparello
- Lugagnano Val d’Arda
- Monticelli d’Ongina
- Morfasso
- Nibbiano
- Ottone
- Pecorara
- Piacenza
- Pianello Val Tidone
- Piozzano
- Podenzano
- Ponte dell’Olio
- Pontenure
- Rivergaro
- Rottofreno
- San Giorgio Piacentino
- San Pietro in Cerro
- Sarmato
- Travo
- Vernasca
- Vigolzone
- Villanova sull’Arda
- Zerba
- Ziano Piacentino